# 特雷贡
特雷贡（法語：Trégon，法語發音：[tʁeɡɔ̃]）是法国阿摩尔滨海省的一个旧市镇，位于该省东北部，属于迪南区。2017年1月1日，特雷贡和相邻的另外2个市镇合并为新市镇滨海博赛（Beaussais-sur-Mer）。

## 地理
特雷贡（48°34'9"N, 2°11'1"W）面积6.12 平方千米，位于法国布列塔尼大區阿摩尔滨海省，该省份为法国西北部沿海省份，位于布列塔尼半岛北部，北濒大西洋英吉利海峡，西接菲尼斯泰尔省，南至莫尔比昂省，东临伊勒-维莱讷省。
与特雷贡接壤的市镇（或旧市镇、城区）包括：克雷昂、普卢巴莱、滨海圣雅屈。
特雷贡的时区为UTC+01:00、UTC+02:00（夏令时）。

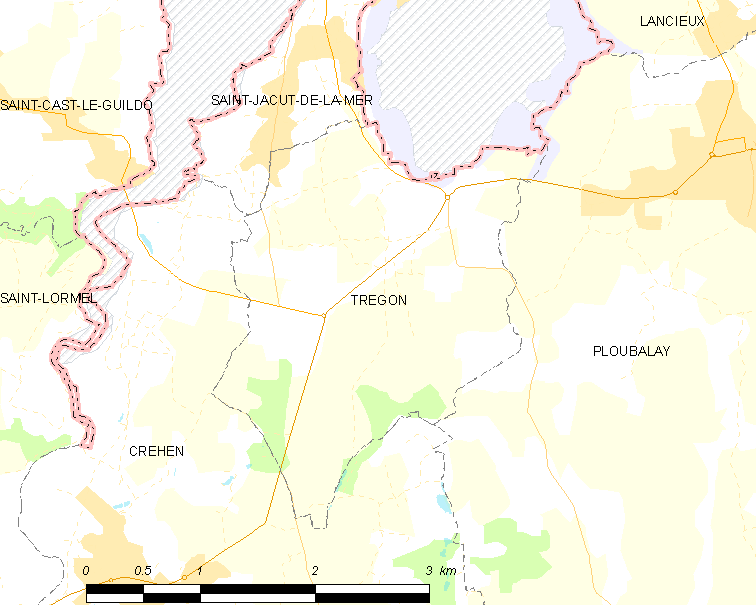
特雷贡的OSM定位图

## 行政
特雷贡的邮政编码为22650，INSEE市镇编码为22357。

## 政治
特雷贡所属的省级选区为普莱兰-特里加武县。

## 人口

1962-2008年间特雷贡人口变化图示

特雷贡于2018年1月1日时的人口数量为269人。